# Pedro Leandro Zanni
Pedro Leandro Zanni (Pehuajó, provincia de Buenos Aires, 12 de marzo de 1891 - Campo de Mayo, provincia de Buenos Aires, 29 de enero de 1942) fue un militar y aviador que se destacó como uno de los pioneros de la aviación mundial.

## Primeros años
Era hijo de los inmigrantes italianos Pedro (Pietro) Zanni y Dominga Senini. El 10 de octubre de 1906 ingresó al Colegio Militar de la Nación de donde egresó el 2 de agosto de 1909 como Subteniente de Artillería. En 1913, ya con el grado de Teniente, fue destinado en el Regimiento 2 de Artillería Montada con asiento en Campo de Mayo y el 28 de marzo de ese año recibió el brevet de piloto de aerostatos n.º 17 otorgado por el Aero Club Argentino. Comenzó a volar en aeroplanos y tuvo un accidente que le ocasionó heridas leves cuando su monoplano Castaibert IV cayó a tierra en El Palomar desde 40 m de altura. Comenzó su adaptación al avión Nieuport IV y al Breguet 1913 y el 27 de noviembre de 1913 obtuvo el brevet N.º 4 de Aviador Militar en la primera promoción de aviadores del Ejército, que compartió con el teniente primero Raúl Eugenio Goubat y los Ingenieros Jorge Newbery y Alberto Roque Mascías.

## Actividad como aviador

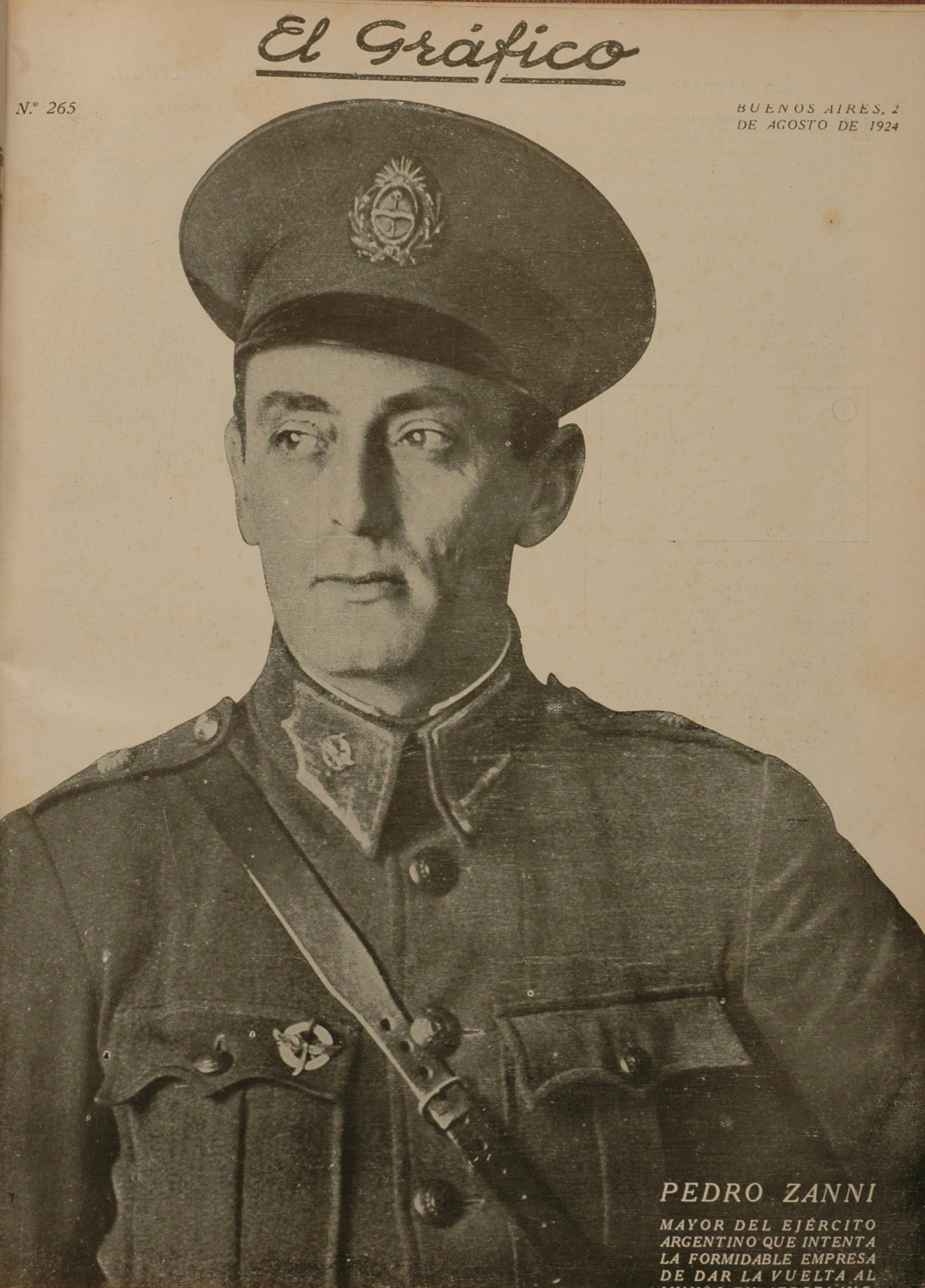
Pedro Zanni en 1924.

Con un Nieuport M-IV el 20 de julio de 1914 superó el triple récord sudamericano de aviación en la prueba de distancia y velocidad al unir El Palomar y Villa Mercedes, provincia de San Luis, y al día siguiente estableció un nuevo récord sudamericano de velocidad al recorriendo 363 km entre Pehuajó y El Palomar en 2:10 h a una velocidad promedio de 163 km/h.
También con un Nieuport IV, el 18 de julio de 1915 superó el triple récord sudamericano de aviación en la prueba de distancia y velocidad al unir El Palomar y Villa Mercedes en 4:41 h a una velocidad promedio de 150 km/h. Con un monoplano Morane-Saulnier y partiendo desde El Palomar, el 3 de noviembre de ese año alcanzó un récord de altura con 4000 m, que superó el día con 5000 m.
El intento de cruce de la cordillera de los Andes con un monoplano Morane-Saulnier, propiedad de Newbery del 13 de febrero de 1917 se frustró por una falla del motor y debió aterrizar en emergencia en Punta de Vacas. El 19 voló entre este lugar y Zanjón Amarillo, pero el avión se destruyó al aterrizar.
En febrero de 1919 Zanni realizó con el biplano Nieuport 28 C1 matrícula N6339 el primer transporte aéreo oficial de correspondencia dentro del territorio argentino uniendo El Palomar y Camet, cerca de Mar del Plata con escalas técnicas en Sevigné y Manuel J. Cobo (actual Lezama). 
Ese año hizo un vuelo de prueba con el Blériot-SPAD VII y un raid de ida y vuelta entre El Palomar y Junín, sin descenso en un biplano Ansaldo SVA 10.
El 2 de marzo de 1920 hizo el raid entre El Palomar y Mendoza y el 16 de marzo salió desde Los Tamarindos con el biplano Ansaldo SVA 5 N.º 1 y luego de evolucionar sobre Santiago de Chile regresó a su base. Por este doble cruce de la cordillera de los Andes se le otorgó un emblema especial de Aviador Militar de oro con relieve alusivo del acto realizado, nombre y fecha.
El 7 de diciembre de 1922 solicitó al Aero Club Argentino que lo patrocinara en un proyecto para dar la vuelta al mundo en aeroplano, por lo que se constituyó la Comisión Pro Vuelta al Mundo presidida por el barón Antonio de Marchi que organizó una colecta pública con esa finalidad. Las adquisiciones para el viaje, incluyendo la compra de aviones, repuestos, mapas, etc. insumieron 17 800 libras esterlinas, que era una suma elevada para la época.
El raid se inició el 26 de julio de 1924 en Ámsterdam, volando Zanni con el mecánico Felipe Beltrame en un Fokker C.IV. Cuando luego de recorrer 12 000 km llegó a Hanói el 18 de agosto, un percance destruyó la aeronave. No obstante ello, prosiguió el viaje en un avión similar pero provisto de pontones y el 11 de octubre llegó al Lago Kasumigaura en Tokio, totalizando un recorrido de 17 015 km pero las condiciones meteorológicas adversas le hicieron desistir de continuar el viaje.
Entre 1925 y 1926 estuvo afectado a un proyecto de exploración aérea del Polo Sur. El 5 de junio de 1929 comandó una escuadrilla de biplanos Breguet XIX-A2 que exploró la zona de El Nevado luego de los violentos terremotos.
El 28 de marzo de 1935 el teniente coronel Zanni fue condecorado por Francia con la Legión de Honor en grado de oficial. En 1941 fue designado Comandante de la Defensa Antiaérea Activa y entre el 8 de octubre de 1941 y el 29 de enero de 1942 se desempeñó como Comandante de Aviación de Ejército en reemplazo del general de división Ángel María Zuloaga.
El 29 de enero el por entonces coronel Zanni, tuvo un accidente de tránsito en la localidad de Bella Vista que le ocasionó heridas que determinaron su fallecimiento en el Hospital Militar de Campo de Mayo ese mismo día. Su nombre le fue puesto a una calle de la ciudad de Buenos Aires. así como también a instalaciones vinculadas a la aviación en el país. También una escuela primaria estatal de Bernal, Provincia de Buenos Aires, lleva su nombre. Es la número 47, ubicada en la calle López, entre Lebensohn y Carabelas.